# Discografia de Kingdom Heirs
A discografia do Kingdom Heirs compreende 56 álbuns de estúdio, 6 álbuns ao vivo, 4 compilações e 3 instrumentais, totalizando 69 álbuns ao longo dos mais de 45 anos de carreira do grupo. Os integrantes participantes de cada álbum e a gravadora estão mencionados a frente do respectivo álbum. Para a lista completa de integrantes e formações, ver Lista de membros de Kingdom Heirs.

## Álbuns de estúdio

### 1971-1979[1]
- That Day Is Almost Here (1972 - Cumberland Records - Bluford/McKinney/Shuemaker/Parker/Bilyeu/Bailey/Gouge/Ford)
- All Aboard (1973 - Independente - Bluford/McKinney/Shuemaker/Parker/Bilyeu/Hutson/Gouge/Ford)
- Especially For You (1975 - Independente - Mulkey/McKinney/Rowe/Wyrick/Bilyeu/Hutson/Gouge/Ford)
- Old Fashion Gospel (1976 - Independente - Mulkey/McKinney/Rowe/Wyrick/Bilyeu/Hutson/Gouge/Ford)
- Heaven On The Horizon (1976 - Trail Records - Mulkey/McKinney/Rowe/Wyrick/Bilyeu/Hutson/Gouge/Ford)
- Seed Sower (1978 - Trail Records - Mulkey/McKinney/Rowe/Wyrick/Bilyeu/Hutson/Gouge/Ford)
- I'll Gain More Than I'm Missing (1979 - Trail Records - Mulkey/McKinney/Rowe/Wyrick/Bilyeu/Hutson/McPherson/Gouge/Ford)

### 1980-1989[2]
- 10th Anniversary Celebration (1981 - Independente - Mulkey/McKinney/Rowe/Wyrick/Bilyeu/Hutson/Ward/Gouge/Ford)

- The Kingdom Heirs (1983 - Unity Records - Mitchell/McGill/S.French/Hawkins/Hunley/K.French)
- Just Arrived (1983 - Morada Records - Mitchell/McGill/S.French/Hawkins/Hunley/K.French)
- Special Edition (1984 - Unity Records - Mitchell/McGill/S.French/Hawkins/Hunley/K.French)
- The Good Times (1986 - Sonlite Records - Mitchell/McGill/S.French/Medford/Hunley/K.French/Wilson)
- Heirlooms (1986 - Independente - Strickland/McGill/S.French/Medford/Hunley/K.French/Wilson)
- Favorites (1987 - Independente - Strickland/McGill/S.French/Caldwell/Hunley/K.French/Wilson)
- Pure Gold (1988 - Sonlite Records - Strickland/McGill/S.French/Caldwell/Hunley/K.French/Wilson)
- Classics (1988 - Independente - Strickland/McGill/S.French/Caldwell/Hunley/K.French/Wilson)
- Steppin' On The Bright Side (1989 - Sonlite Records - Strickland/McGill/S.French/Caldwell/Hunley/K.French/Wilson)
- From The Heart (1989 - Independente - Strickland/Inman/S.French/Caldwell/Hunley/K.French/Arant)

### 1990-1999[3]
- Good Christian Men Rejoice (1991 - Sonlite Records - Strickland/Inman/S.French/Caldwell/Hunley/K.French/Murphy)
- Telling The World (1992 - Sonlite Records - Strickland/Inman/S.French/Caldwell/Hunley/K.French/Murphy)
- Extraordinary (1992 - Sonlite Records - Strickland/Inman/S.French/Bennett/Hunley/K.French/Murphy)
- Timeless (1993 - Sonlite Records - Walker/Inman/S.French/Bennett/Graves/K.French/Murphy)
- Satisfied (1994 - Sonlite Records - Sutton/Lacey/S.French/Bennett/Graves/K.French/Murphy)
- Forever Gold (1995 - Sonlite Records - Sutton/Lacey/S.French/Bennett/Graves/K.French/Murphy)
- Feelin' At Home (1996 - Sonlite Records - Sutton/Rice/S.French/Bennett/Graves/K.French/Murphy)
- Christian Family (1997 - Sonlite Records - Sutton/Rice/S.French/Bennett/Graves/K.French/Murphy)
- Anchored (1997 - Sonlite Records - Sutton/Rice/S.French/Bennett/Graves/K.French/Murphy)
- Reflections (1998 - Sonlite Records - Sutton/Rice/S.French/Bennett/Graves/K.French/Murphy)
- A Christmas Celebration (1999 - Sonlite Records - Sutton/Rice/S.French/Bennett/Stice/K.French/Murphy)
- The Journey Home (1999 - Sonlite Records - Sutton/Rice/S.French/Bennett/Stice/K.French/Murphy)

### 2000-2009[4]
- City Of Light (2000 - Sonlite Records - Sutton/Rice/S.French/Bennett/Stice/K.French/Murphy)
- Shadows Of The Past (2001 - Sonlite Records - Sutton/Rice/S.French/Bennett/Stice/K.French/Murphy)
- Gonna Keep Telling (2002 - Sonlite Records - Sutton/Rice/S.French/Bennett/Stice/K.French/Murphy)
- Going On With The Song (2003 - Sonlite Records - Hosterman/Rice/S.French/Chapman/Harman/K.French/Murphy)
- Sing It Again (2003 - Sonlite Records - Hosterman/Rice/S.French/Chapman/Harman/K.French/Murphy)
- The Spirit Of Christmas (2004 - Sonlite Records - Hosterman/Rice/S.French/Chapman/Harman/K.French/Murphy)
- Forever Changed (2004 - Sonlite Records - Hosterman/Rice/S.French/Chapman/Harman/K.French/Murphy)
- Give Me The Mountain (2005 - Sonlite Records - Hodges/Rice/S.French/Chapman/Harman/K.French/Murphy)
- Series One (2005 - Sonlite Records - Hodges/Rice/S.French/Chapman/Harman/K.French/Murphy)
- White Christmas (2006 - Sonlite Records - Hodges/Rice/S.French/Chapman/Harman/K.French/Murphy)
- Off The Record - A Tribute To The Sensational Statesmen (2006 - Sonlite Records - Hodges/Rice/S.French/Chapman/Harman/K.French/Murphy)
- True To The Call (2007 - Sonlite Records - Hodges/Rice/S.French/Chapman/Cox/K.French/Murphy)
- From The Redbook Vol. 1 (2008 - Sonlite Records - Hodges/Rice/S.French/Chapman/Stringfield/K.French/Murphy)
- From The Redbook Vol. 2 (2009 - Sonlite Records - Hodges/Rice/S.French/Chapman/Stringfield/K.French/Murphy)
- When You Look At Me (2009 - Sonlite Records - Hodges/Rice/S.French/Chapman/Stringfield/K.French/Murphy)

### 2010-Presente[5]
- We Will Stand Our Ground (2011 - Sonlite Records - Martin/Rice/S.French/Chapman/Stringfield/K.French/Murphy)
- From The Redbook Vol. 3 (2012 - Sonlite Records - Martin/Rice/S.French/Chapman/Stringfield/K.French/Murphy)
- Redeeming The Time (2013 - Sonlite Records - Martin/Rice/S.French/Chapman/Stringfield/K.French/Murphy)
- The Heart Of Christmas (2013 - Sonlite Records - Martin/Rice/S.French/Chapman/Stringfield/K.French/Murphy)
- A New Look (2015 - Sonlite Records - Martin/Rice/Alvey/Chapman/Stringfield/K.French/Murphy)
- From The Redbook Vol. 4 (2015 - Sonlite Records - Martin/Rice/Alvey/Chapman/Stringfield/K.French/Murphy)
- Glory To God In The Highest (2016 - Sonlite Records - Martin/Rice/Alvey/Chapman/Stringfield/K.French/Murphy)
- Something Good (2017 - Sonlite Records - Martin/Rice/Harris/Chapman/Stringfield/K.French/Murphy)
- The Last Big Thing (2017 - Sonlite Records - Martin/Rice/Harris/Chapman/Stringfield/K.French/Murphy)
- Everything In Between (2019 - Sonlite Records - Martin/Rice/Harris/Chapman/Stringfield/K.French/Murphy)

### 2020-Pesente[6]
- I Feel a Good Day Coming On (2021 - Sonlite Records - Ellison/Rice/Harris/Chapman/Stringfield/K.French/Murphy)

## Álbuns Ao Vivo[2][3][5]
- Southern Live (1985 - Independente - Mitchell/McGill/S.French/Hawkins/Hunley/K.French/Wilson)
- Live At Dollywood (1990 - Sonlite Records - Strickland/Inman/S.French/Caldwell/Hunley/K.French/Wilson)
- Song Of Praise Live (1993 - Sonlite Records - Walker/Inman/S.French/Bennett/Graves/K.French/Murphy)
- Anchored At The Palace Live (1998 - Sonlite Records - Sutton/Rice/S.French/Bennett/Graves/K.French/Murphy)
- Live At Dollywood (2010 - Sonlite Records - Hodges/Rice/S.French/Chapman/Stringfield/K.French/Murphy)
- Carolina Live (2017 - Sonlite Records - Martin/Rice/Chapman/Stringfield/K.French/Murphy)

## Compilações[4][5]
- The Classic Collection (2001 - Sonlite Records)
- 25th Anniversary (2010 - Sonlite Records - Hodges/Rice/S.French/Chapman/Stringfield/K.French/Murphy) - Contém canções de álbuns anteriores, regravadas com a formação mencionada.
- By Request (2012 - Sonlite Records - Martin/Rice/S.French/Chapman/Stringfield/K.French/Murphy) - Contém canções de álbuns anteriores, regravadas com a formação mencionada.
- 30th Anniversary (2015 - Sonlite Records)

## Álbuns Instrumentais[4]
- Impressions (2000 - Independente - Stice/K.French/Murphy)
- N-Tune (2002 - Independente - Stice/K.French/Murphy)
- Lyrics Not Included (2004 - Sonlite Records - Harman/K.French/Murphy)